# Kansas (Oklahoma)
Kansas é uma cidade  localizada no estado norte-americano de Oklahoma, no Condado de Delaware.

## Demografia
Segundo o censo norte-americano de 2000, a sua população era de 685 habitantes.
Em 2006, foi estimada uma população de 722, um aumento de 37 (5.4%).

## Geografia
De acordo com o United States Census Bureau tem uma área de
3,9 km², dos quais 3,9 km² cobertos por terra e 0,0 km² cobertos por água. Kansas localiza-se a aproximadamente 345 m acima do nível do mar.

## Localidades na vizinhança
O diagrama seguinte representa as localidades num raio de 12 km ao redor de Kansas.